# بانثر (طائرة)
بانثر (بالإنجليزية: IAI Panther) اختصار ل (بالإنجليزية: Israel Aerospace Industries Panther) هي طائرة بدون طيار أنتجت في إسرائيل. من صناعة شركة صناعات الفضاء الإسرائيلية. طائرة خفيفة تقوم بصنعها الشركة الإسرائيلية «شركة صناعات الفضاء الإسرائيلية» IAI تستخدم لتصوير المواقع خلف خطوط العدو.
تستخدم الطائرة بانثر نظاما من مروحتين في طرفي جنايحيها يمكنهما الميل بحيث ترفع الطائرة عموديا طبقا لطريقة الهيليكوبتر ثم تعود المروحتان إلى الوضع العادي لطائرة فتطير إلى الأمام. هذا يجعل اقلاع الطائرة من بقعة صغيرة غير معبدة، فهي لا تحتاج لمدرج تجري عليه للإقلاع أو الهبوط. تعمل البانثر عند الإقلاع والهبوط كطائرة هيلوكوبتر، وتتميز بالهدوء الكامل.

يقوم نظاما إلكترونيا آليا بضبط ميل المروحتين وتوجيهما التوجيه السليم بالأخص عند الإقلاع والهبوط.

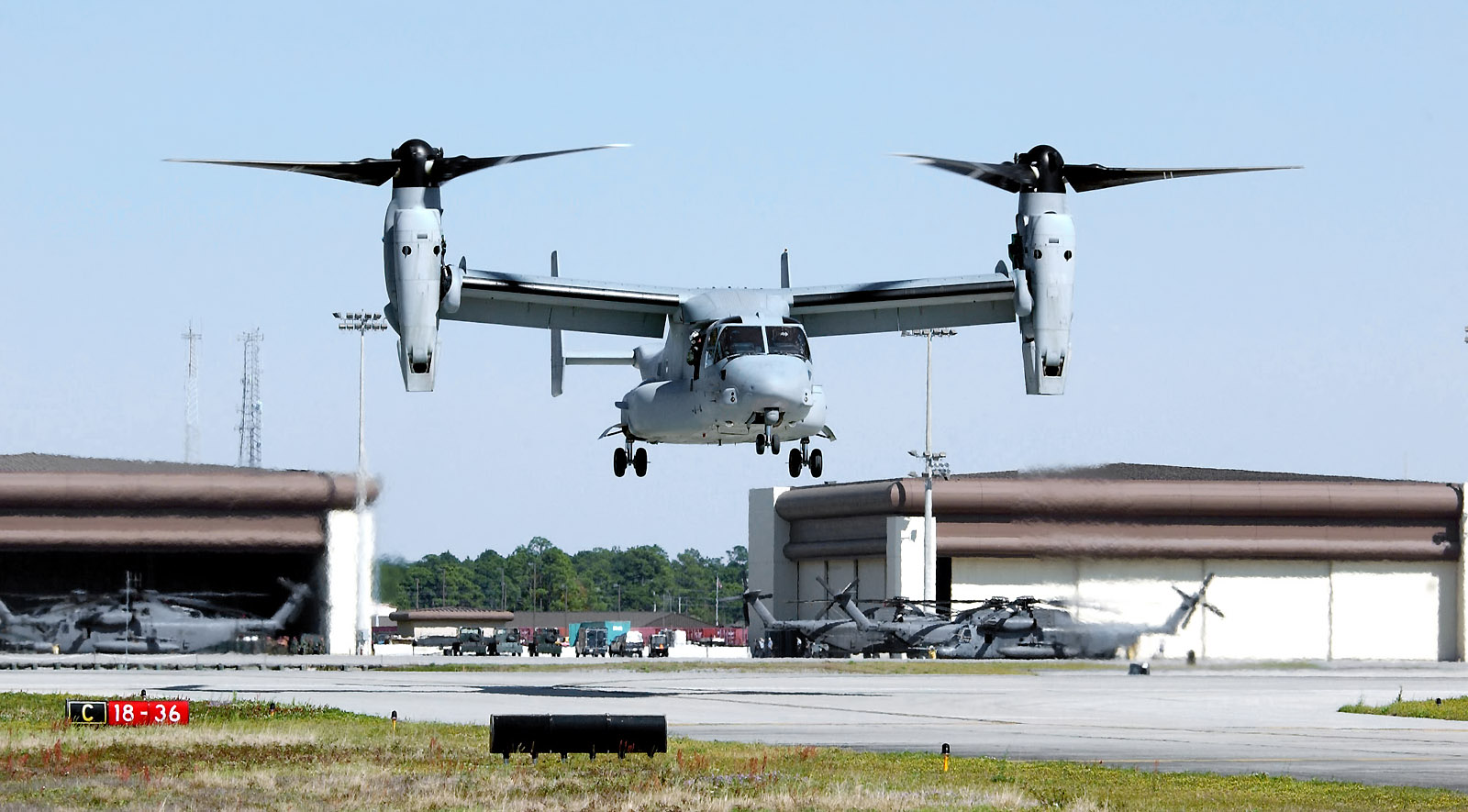
الطائرة Bell V-22 لتوضيح طريقة عمل البانثر، فهي تقلع وتهبط كطائرة هليوكبتر وتطير كطائرة عادية.

تزن الطائرة بانثر نحو 65 كيلوجرام ويمكنها الطيران إلى مسافة 60 كيلومتر / وتستطيع الحوم في الجو والاستطلاع لمدة 6 ساعات على ارتفاع 3000 متر. تحمل الطائرة أجهزة تصوير كهربائية ومجسات للتصوير الأشعة تحت الحمراء، أي يمكنها التفرقة بين الأشخاص بسبب درجة حرارتهم العادية وبين الأشياء الأخرى كما يتيح تصوير الأشعة تحت الحمراء معرفة آلات ساخنة تعمل أو محركات. تستطيع الكاميرا قياس الأبعاد بواسطة الليزر وكذلك توجيه شعاع ليزر laser designator.

يقوم أخصائيان بضبط طيران البانثر من على الأرض، احدهما يضبط الطائرة طبقا للخطة التكتيكية الموضوعة للعملية، ويهتم الآخر بأجهزة المراقبة. يستخدم الاثنان أجهزة للضبط والمراقبة متشابهة، أما الإقلاع والهبوط فيتمان آليا.

## طائرات أخرى

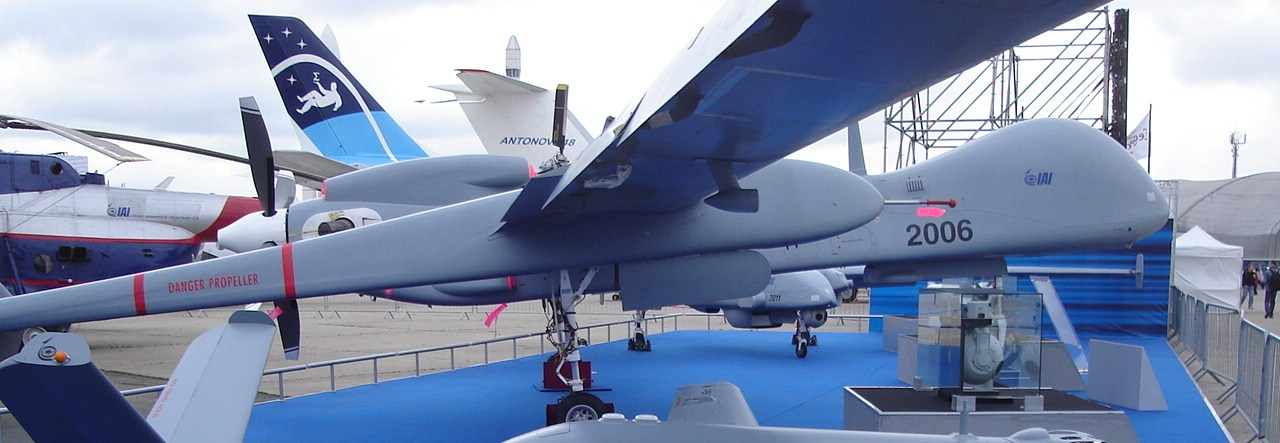
أيتان Eitan

تقوم «إسرائيل أيروسباس أندستريز» أيضا بتصنيع نوع من طائرة البانثر أقل حجما «ميني بانثر». وهذه تزن نحو 12 كيلوجرام وتستطيع الحوم في السماء بهدوء لمدة ساعتين.,. يقوم بتشغيلها اثنان من المختصين بأجهزة يحملونها.
من المخطط له أن يبدأ العمل بالبانثر خلال عام 2011 بعد أن تم تدشينها بنجاح وأعلن عنها في 5 أكتوبر 2010. ومن المزمع له عرضها في منتدى الطيران السنوي للقوات الأمريكية (AUSA) في وشنطن دي سي.
- الطائرة أيتان وتقوم أيضا بصنعها الشركة الإسرائيلية IAI. والطائرة أيتان هي طائرة كبيرة بدون طيار تزن نحو 5 طن وتوجه من الأرض عن بعد. تستخدم أيتان في الاستطلاع وكذلك في ضرب الأهداف ويصل مداها نحو 4000 كيلومتر. حمولة أيتان من الصواريخ والقنابل تبلغ نحو 2 طن.

## اقرأ أيضا
- أيتان (طائرة)
- إم كيو-1 بريداتور
- إم كيو-9 ريبر

## وصلات خارجية
- Компания IAI представила новый БЛА, Октябрь 6, 2010
- Israel Aerospace Industries разработала беспилотник нового поколения, 05 октября 2010
- IAI Unveils Small Tilt-rotor UAV for Tactical Missions, October 5th, 2010 شركة صناعات الفضاء الإسرائيلية